# 綾部車站

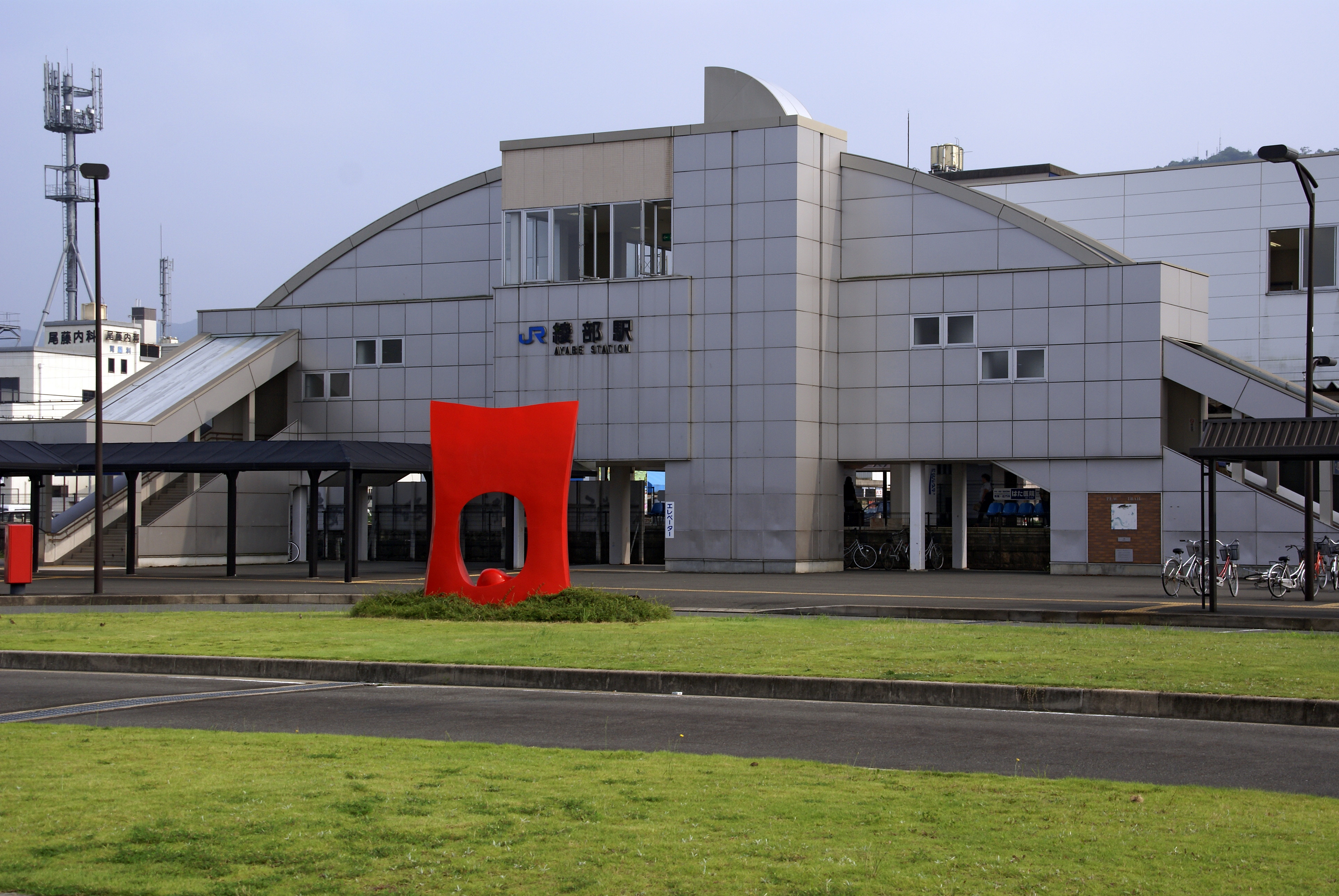
綾部車站南口

綾部車站（日语：／ Ayabe eki */?）是一由西日本旅客鐵道（JR西日本）所經營的鐵路車站，位於日本京都府綾部市，是山陰本線與舞鶴線的交匯車站，也是舞鶴線的起點。綾部車站是所在地綾部市的主車站，因此所有行經本站的特急列車皆會停車，由於前往舞鶴與福知山方向的特急，在京都至綾部之間路段通常都是串聯運行，因此車站內經常可以看到列車在進行分割或串聯編組的動作。

## 車站結構
地面車站，京都方向起望向西軌道延長。北側為1號、2號月台的島式月台與3號月台的側式月台並列，2面3線。園部方向、西舞鶴方向為單線，福知山方向為複線的可進行列車交會車站。站舍為跨站式站房。設有四座升降機（北口、南口、月台）。直營站（西舞鶴站的被管理站）。

### 月台配置
| 月台 | 路線     | 方向   | 目的地             | 備註             |
| ---- | -------- | ------ | ------------------ | ---------------- |
| 1・2 | 山陰本線 | 上行   | 園部、京都方向     | 園部、京都方向   |
| 1・2 | 山陰本線 | 下行   | 福知山、豐岡方向   | 福知山、豐岡方向 |
| 1・2 | 舞鶴線   | 舞鶴線 | 西舞鶴、東舞鶴方向 | 一部分於3號月台  |
| 3    | 山陰本線 | 下行   | 福知山、豐岡方向   | 福知山、豐岡方向 |

## 使用情況
1日平均上車人次如下表。
| 年度               | 1日上車人次 |
| ------------------ | ----------- |
| 1999年（平成11年） | 1,529       |
| 2000年（平成12年） | 1,504       |
| 2001年（平成13年） | 1,499       |
| 2002年（平成14年） | 1,490       |
| 2003年（平成15年） | 1,504       |
| 2004年（平成16年） | 1,482       |
| 2005年（平成17年） | 1,548       |
| 2006年（平成18年） | 1,507       |
| 2007年（平成19年） | 1,479       |
| 2008年（平成20年） | 1,438       |
| 2009年（平成21年） | 1,367       |
| 2010年（平成22年） | 1,477       |
| 2011年（平成23年） | 1,538       |
| 2012年（平成24年） | 1,595       |
| 2013年（平成25年） | 1,644       |
| 2014年（平成26年） | 1,630       |
| 2015年（平成27年） | 1,620       |
| 2016年（平成28年） | 1,597       |

## 歷史
綾部車站是日本國有鐵道在1904年時，配合福知山與新舞鶴（今日的東舞鶴）之間路段通車而啟用的車站，但啟用同時隨即出借給阪鶴鐵道使用，直到1907年時阪鶴鐵道收歸國有，綾部才正式成為日本國鐵所屬的車站。

## 相鄰車站
西日本旅客鐵道
 山陰本線
■特急「城崎」（大部份）、「橋立」
園部－綾部－福知山
■特急「城崎」（2、4、15號）
日吉－綾部－福知山
■快速、■普通
山家－綾部－高津
 舞鶴線
■特急「舞鶴」（大部份）
（園部－）綾部－西舞鶴
■特急「舞鶴」（2、11號）
（日吉－）綾部－西舞鶴
■普通
（高津－）綾部－淵垣

## 外部連結
- 綾部｜車站資訊：JR出門網 - 西日本旅客鐵道